# 赣州中学
25°48′42″N 114°55′17″E / 25.81170°N 114.92145°E
江西省赣州中学，是一所位于中国江西省赣州市章江新区赣康路20号的重点中学。校长是杨东冬。

## 历史沿革
學校創建於2010年9月，是赣州市教育局直属公办完全中学、江西省重点中学。校园由校前区、教学区、生活区和体艺区四大区域组成。
2011年，学校列入江西省普通高中特色发展实验学校。2012年，列入江西省数字校园示范校建设项目单位。2012年，学校被评为首批江西省中小学幼儿园平安校园示范学校。2020年5月，赣州中学新增蓉江校区。该校区位于蓉江新区平安路和学达路东侧，总投资3.71亿元。2020年11月，被中央文明委评为第二届全国文明校园、被中华人民共和国教育部认定为第三批国防教育特色学校。
2021年11月23日，学校被教育部办公厅认定为第三批全国中小学中华优秀传统文化传承学校（赣南采茶戏和书法）。